# Albuñán
Albuñán ist eine Gemeinde in der spanischen  Provinz Granada in Andalusien. Sie liegt ca. 30 Kilometer (Luftlinie) östlich von Granada. Angrenzende Gemeinden sind Alcudia de Guadix, Exfiliana, Lanteira und Alquife. Im Norden grenzt sie an die Sierra Nevada.

## Geschichte
Der Name stammt aus dem Arabischen al-Bunyán (Gebäude oder Aufbau). Das genaue Gründungsdatum ist unbekannt, die Gründung war im Mittelalter. Nachdem die Araber im 16. Jahrhundert Andalusien verlassen hatten, begann der Ort stark zu wachsen; Spanier aus anderen Landesteilen zogen nach Albuñán.
Laut Chroniken des Marques de la Ensenada hatte Albuñán eine kleine Burg, von der jedoch nichts erhalten blieb. Nach der Reconquista wurde der Ort dem Bischof von Guadix zugeordnet. Der Ort wurde später an den Marquis de Villena übertragen; später war der Marquis von Truxillos Schutzherr von Albuñán.

## Bevölkerungsentwicklung
Quelle:INE-Archiv – grafische Aufarbeitung für Wikipedia

## Bauwerke
Bedeutende Bauwerke in Albuñán:
- Iglesia de la Anunciación aus dem 16. Jahrhundert
- Rathaus mit gotischer Fassade

Die Kirche der Verkündigung wurde im sechzehnten Jahrhundert gebaut. Sie ist eine Konstruktion aus einem einzigen lateinischen Schiff. Sie hat eine Kassettendecke mit geometrischem Dekor, hat auf beiden Seiten  Rundbögen und öffnet sich zu zwei Kapellen auf der linken und rechten Seite. Das Querschiff ist mit einer Kuppel gekrönt. Im siebzehnten Jahrhundert wurde die Kanzel vergoldet. Das Altarbild entstand 1802.
Das Ethnologische Museum von Albuñán zeigt die Geschichte und kulturelle Tradition der Menschen, Gegenstände  des Alltags und der landwirtschaftlichen Bodenbearbeitung.

## Feste
Der letzte Sonntag im Mai ist das Fest der Blumen. Im Juni wird von der Ethnographischen Gesellschaft ein Markt organisiert, der seit dem ersten Drittel des zwanzigsten Jahrhunderts besteht, mit Bauern und Viehzüchtern in zeitgenössischer Kleidung, mit einheimischen Produkten, mit Liedern und Tänzen aus der Region. Ein weiteres wichtiges Fest ist der Migrantentag am 15. August. Am 4. Oktober wird der Tag des Hl. Franziskus von Assisi gefeiert. Darüber hinaus feiert man das Fest der Jungfrau vom Rosenkranz.